# Baclayon
Baclayon (Bayan ng Baclayon) är en kommun i Filippinerna. Kommunen tillhör provinsen Bohol och ligger på ön med samma namn. Folkmängden uppgår till 14 996 invånare.

## Bilder

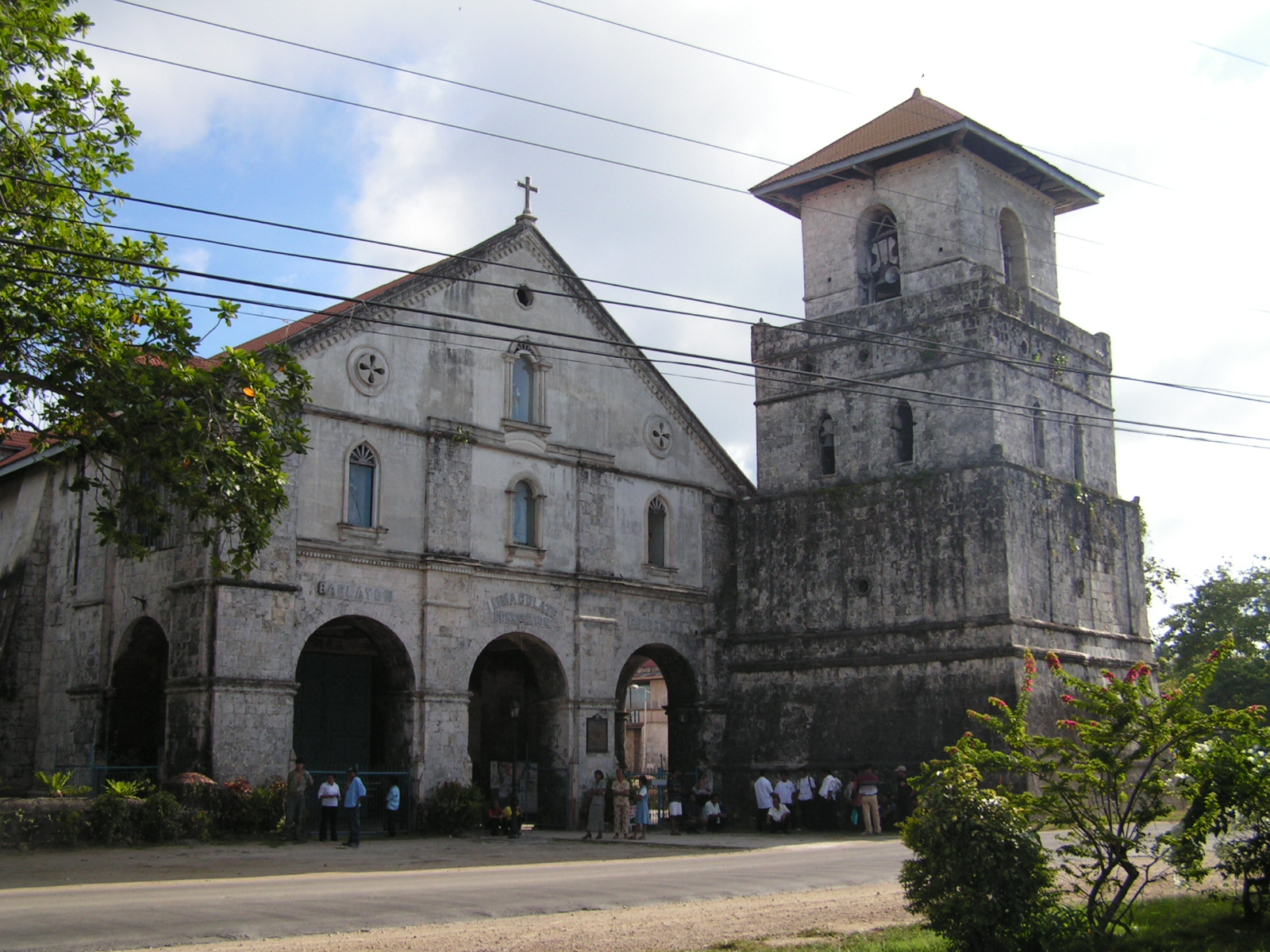
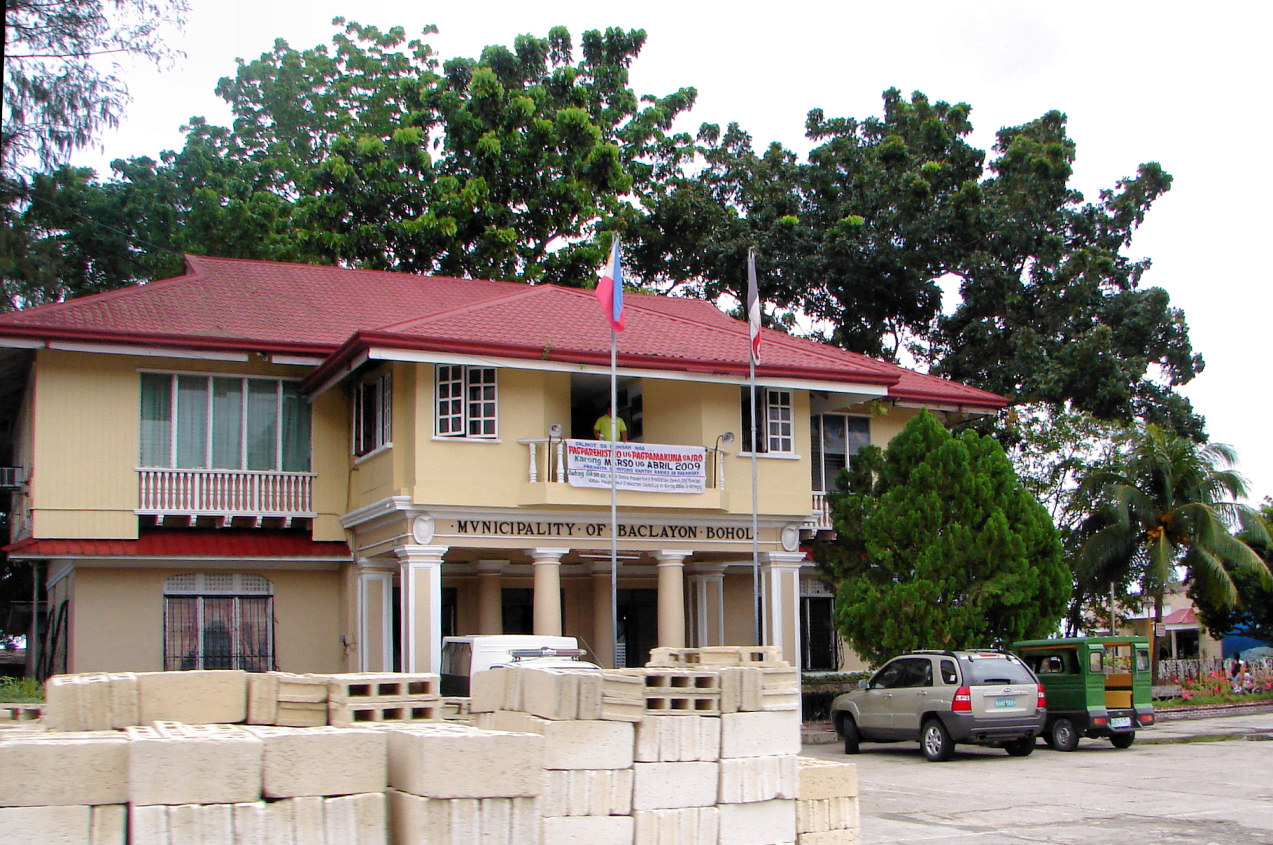
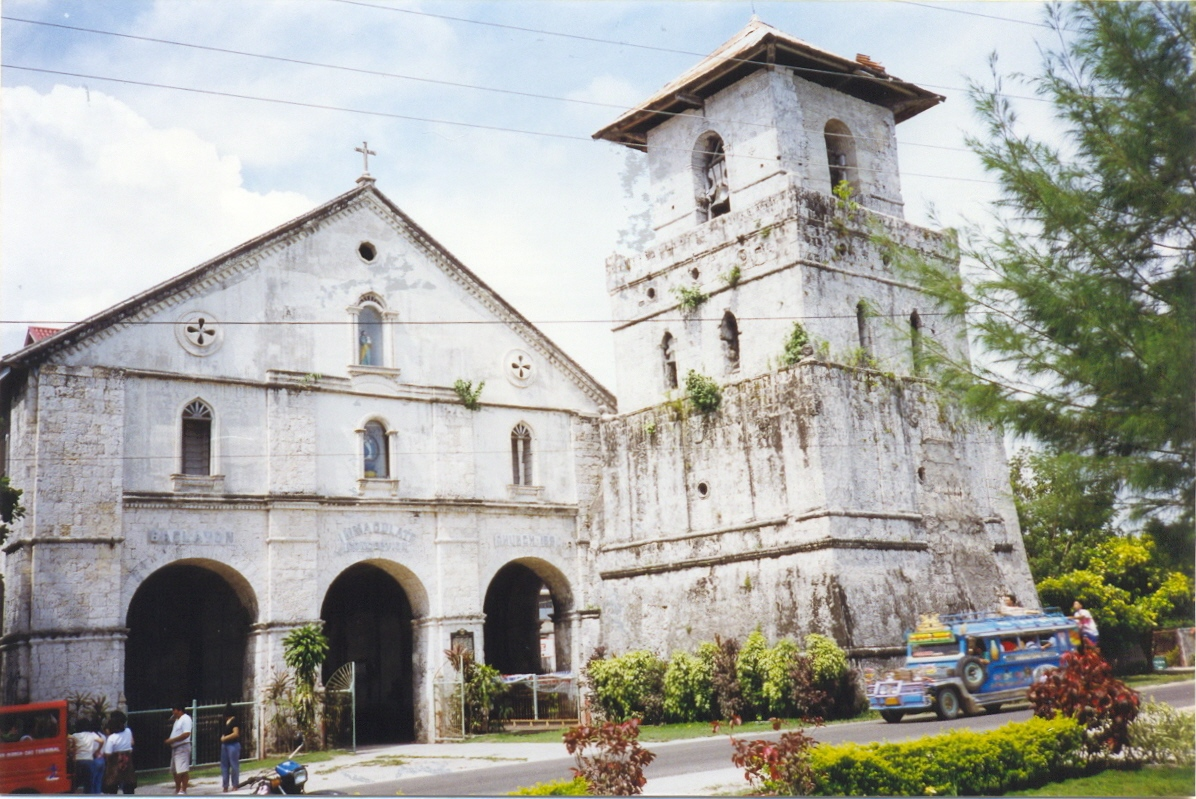
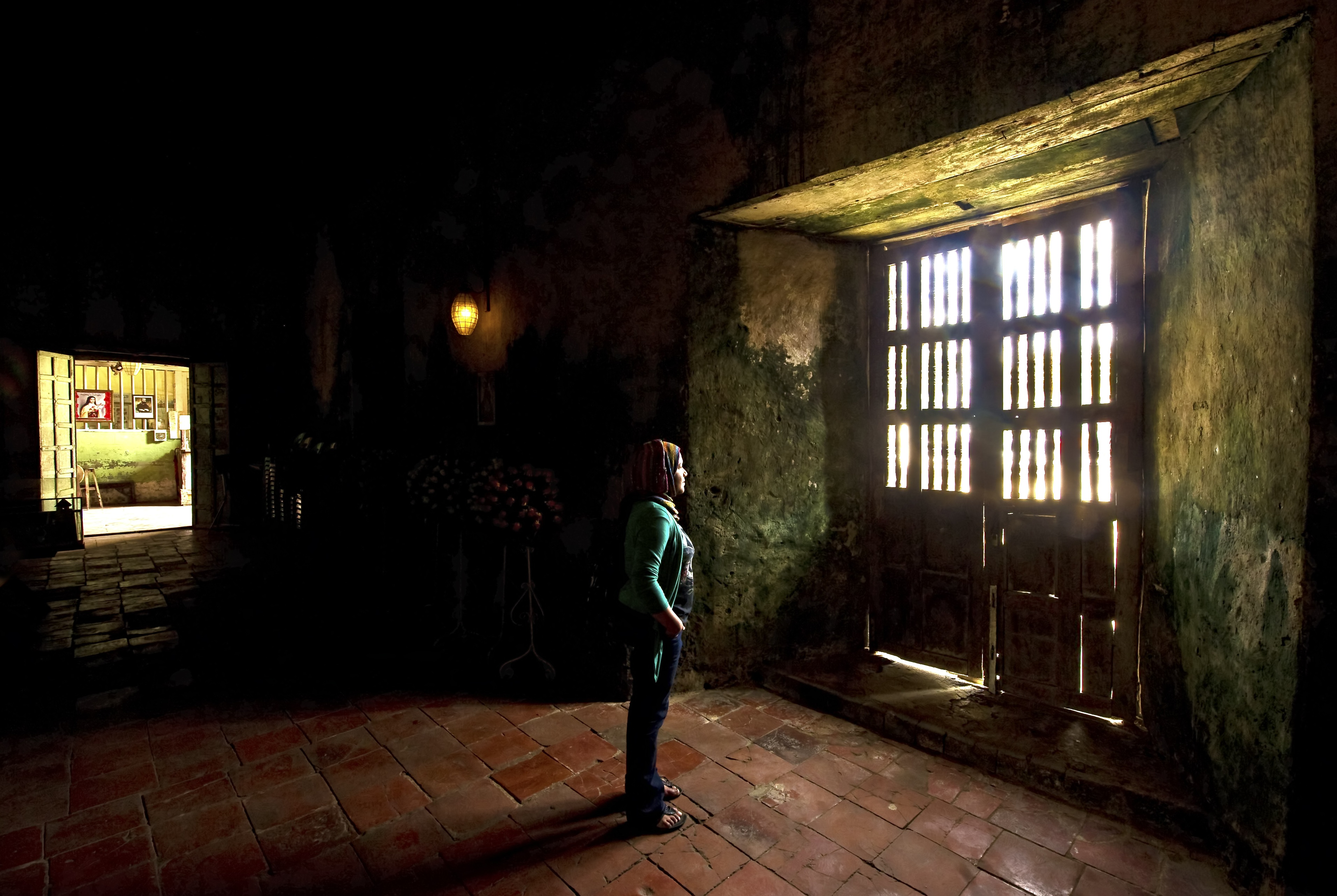

## Barangayer
Baclayon delas in i 17 barangayer.
| - Cambanac - Dasitam - Buenaventura - Guiwanon - Landican - Laya - Libertad - Montaña - Pamilacan | - Payahan - Poblacion - San Isidro - San Roque - San Vicente - Santa Cruz - Taguihon - Tanday |